# Архітектурний квартал Маямі-Біч
Архітектурний квартал Маямі-Біч, Ар-дековий історичний квартал, Маямський ар-дековий квартал, Історичний квартал старого Маямі-Біч (англ. Miami Beach Architectural District або Art Deco Historic District або Miami Art Deco District або Old Miami Beach Historic District) — квартал розташований в районі Саус Біч міста Маямі-Біч, штат Флорида що був офіційно визнаний історичним районом США 14 травня 1979 року. Цей район був широко відомим місцем проживання італійського модельєра Джанні Версаче, що жив в особняку на вулиці Оушен Драйв (Ocean Drive). Квартал окреслений Атлантичним океаном на сході, 6-ю вулицею (6th street) на південь, вулицею Алтон Роуд (Alton Road) на заході, та каналом Коллінз (Collins Canal) і бульваром Дейд (Dade Boulevard) на півночі. В кварталі знаходиться 960 історичних будівель в стилі ар деко та стримлайн, які були збудовані в між 1920-ми і 1940-ми роками.

## Історична вага
У 1989 році він був включений в Керівництво по Історичній Архітектурі Флориди, що було опубліковано видавництвом University Press of Florida.

## Видатні Архітектори
- Альберт Аніс[en]
- Robert Collins
- Мюррей Діксон[en]
- Roy France
- Charles Greco
- Генрі Хохаузер[en]
- Victor Hugo Nellenbogen
- Henry O. Nelson
- Russel Pancoast
- Igor Polevitsky
- Anton Skislewicz
- Robert Swartburg

## Галерея

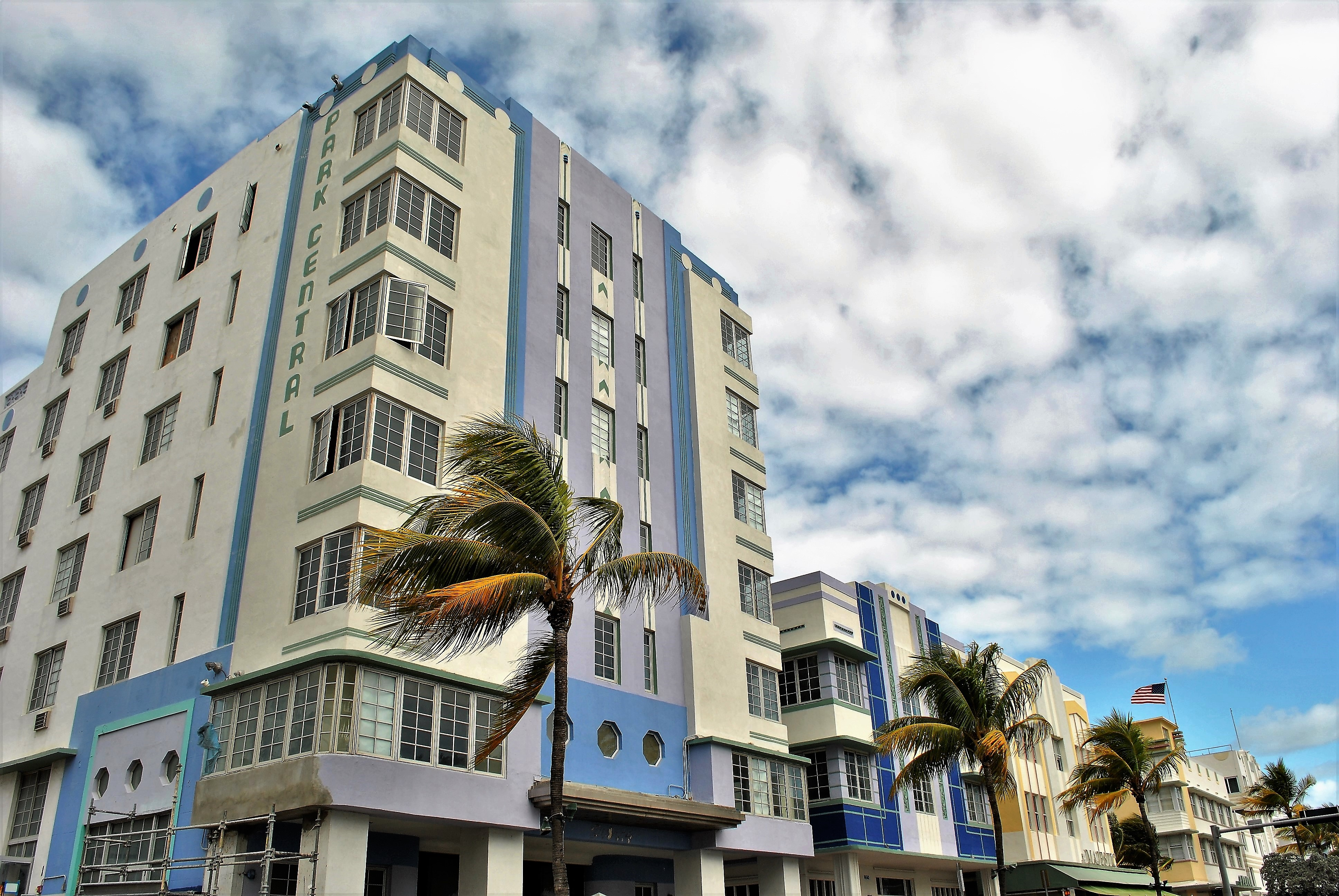
Park Central (Henry Hohauser, 1937)
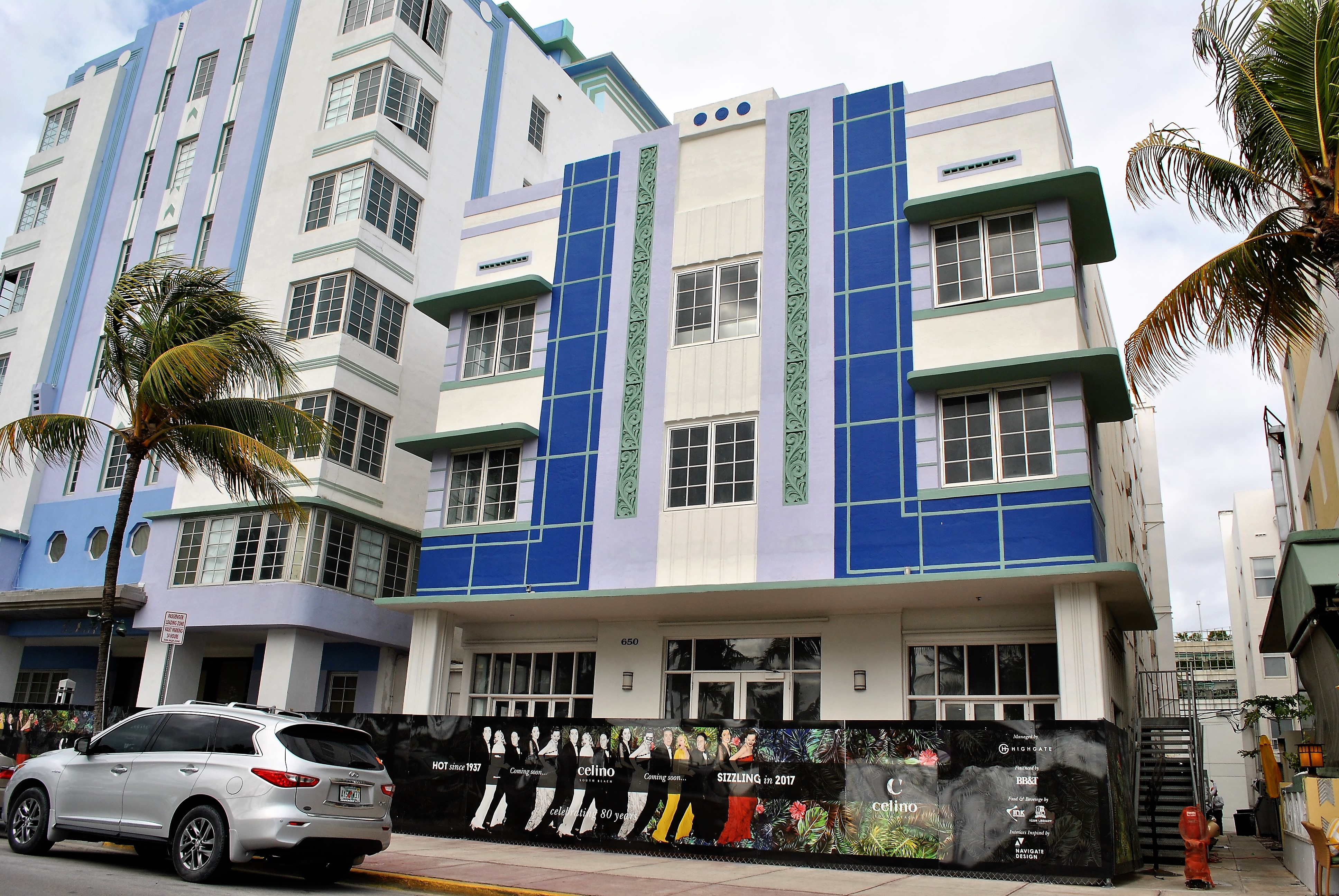
Imperial (1939)
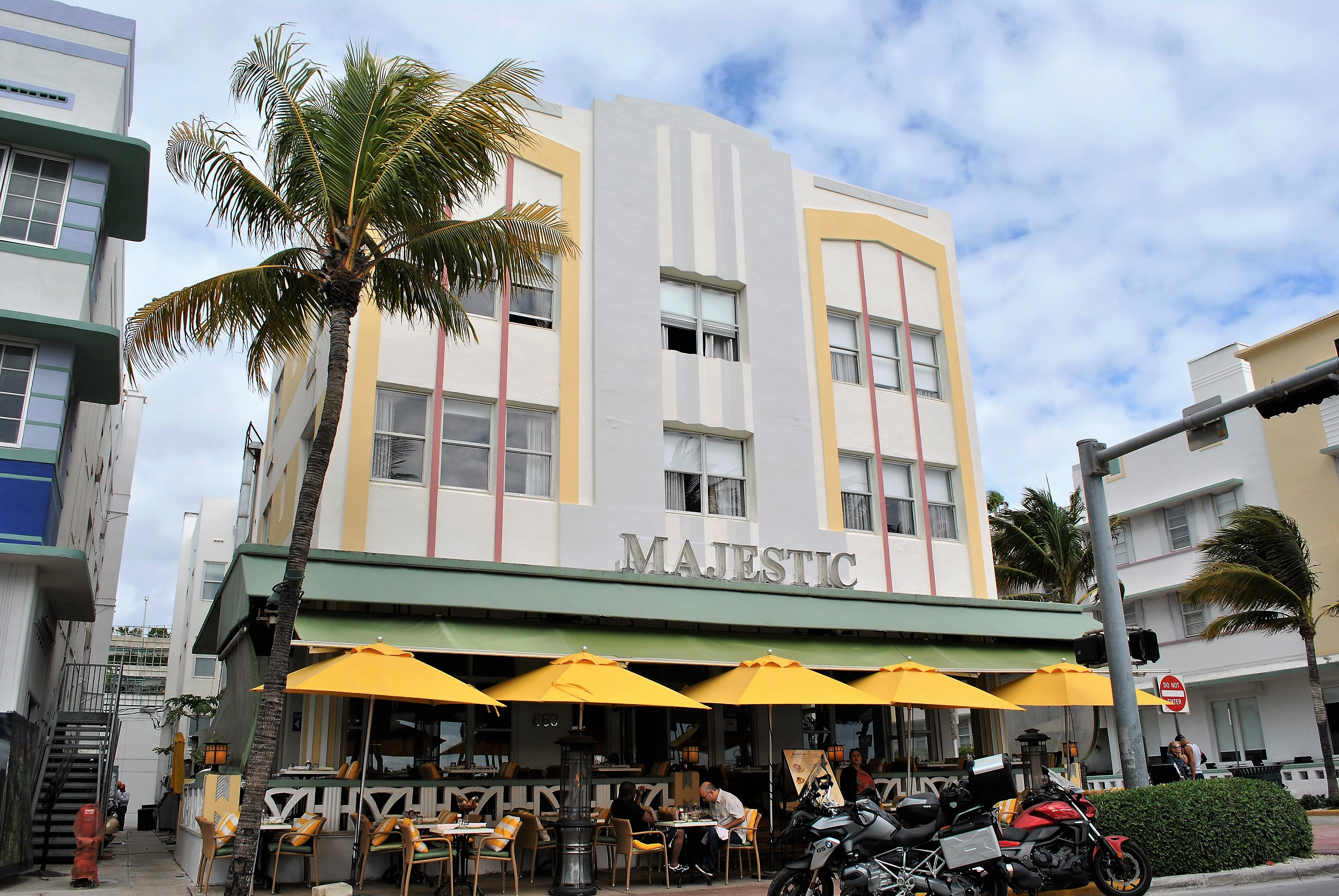
Majestic (Albert Anis, 1940)
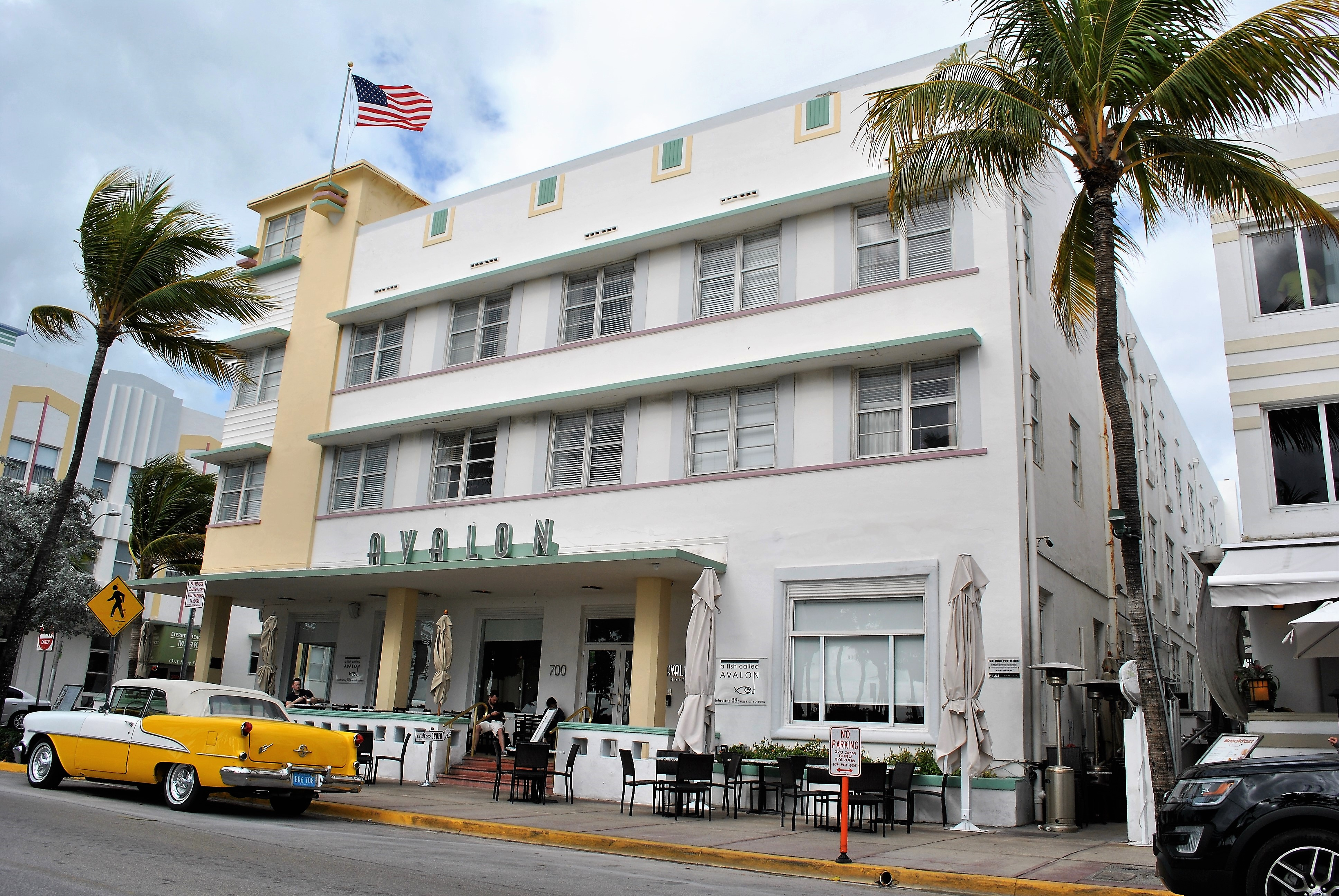
Avalon (Albert Anis, 1941)
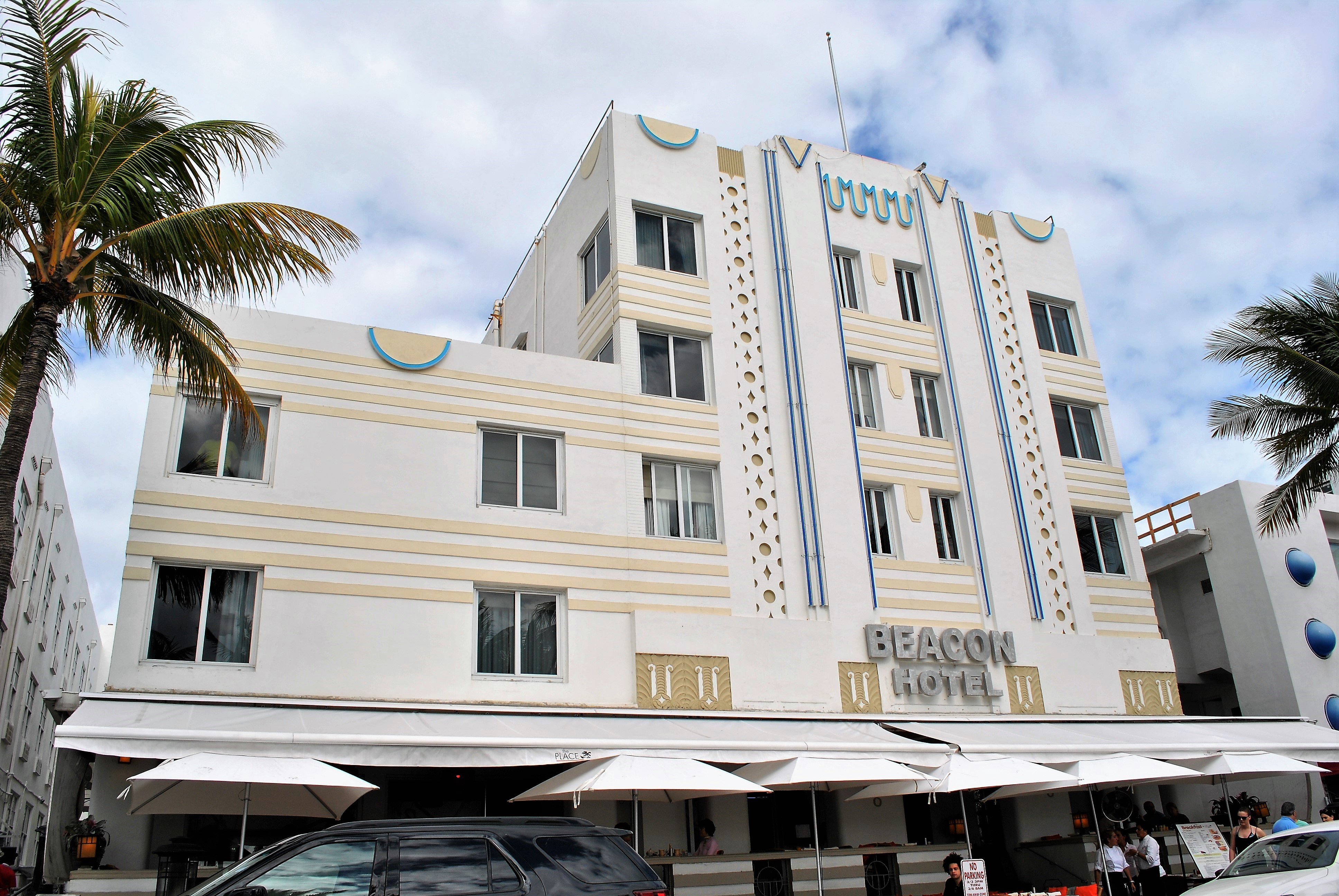
Beacon (Henry O. Nelson, 1936)
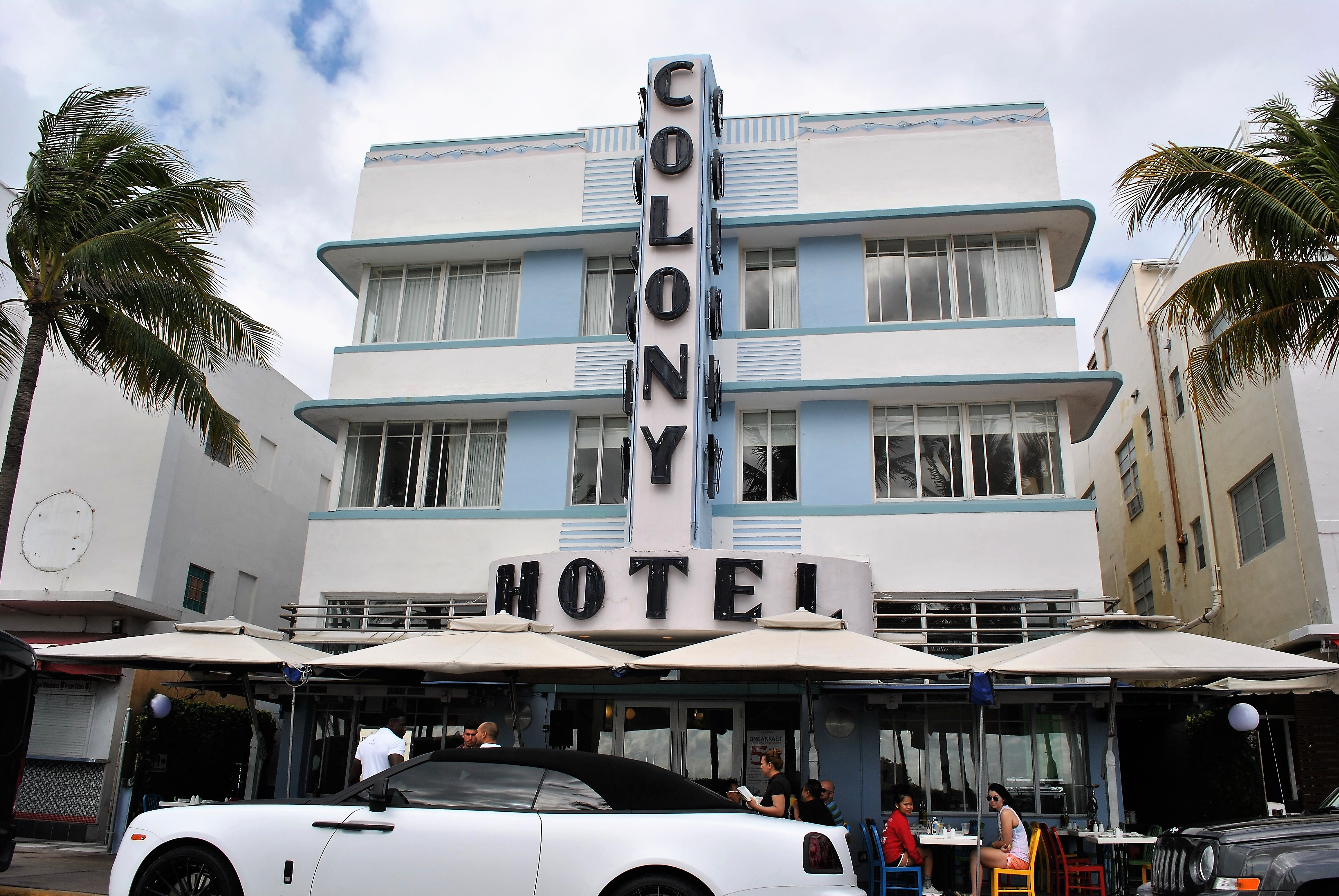
Colony (Henry Hohauser, 1935)
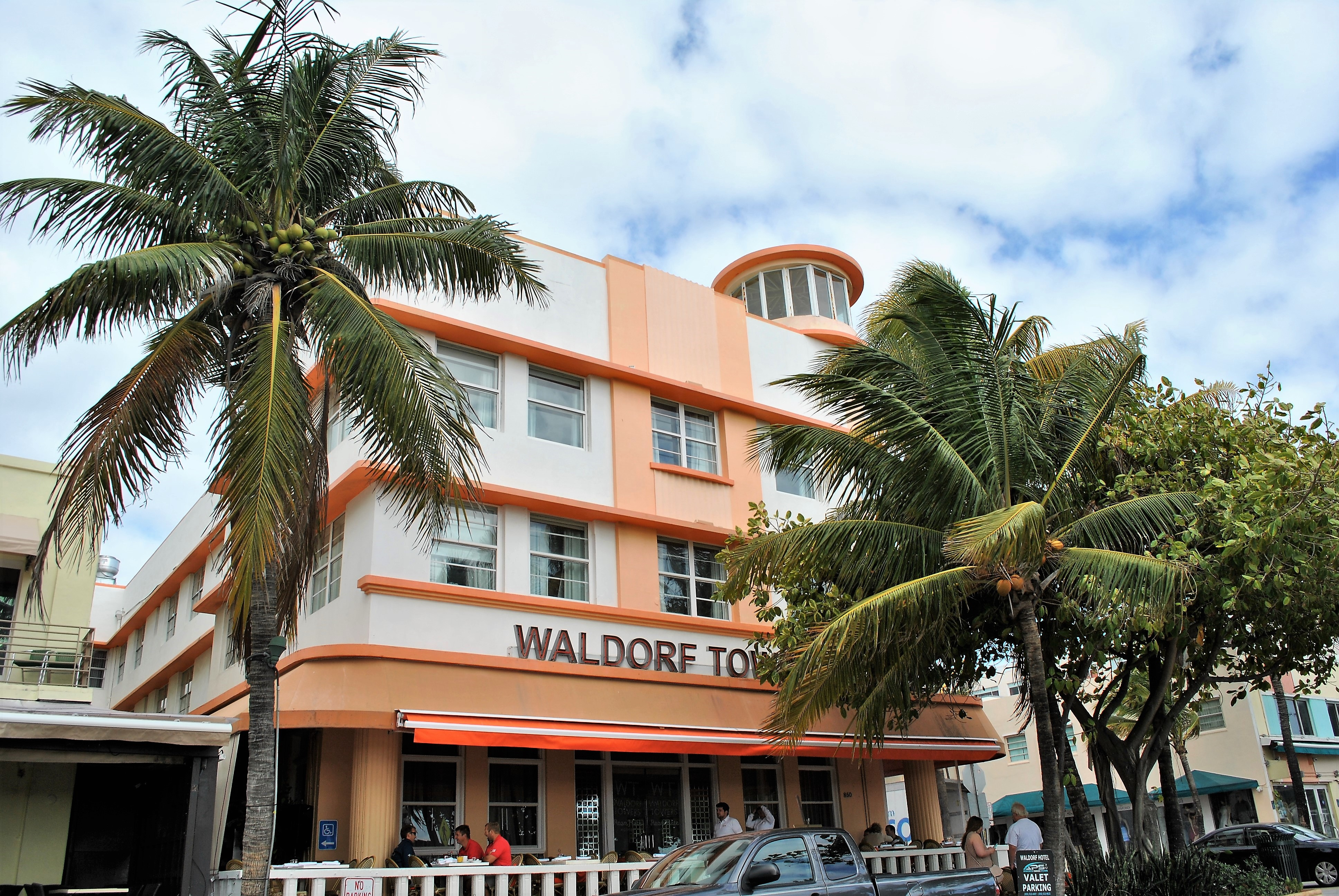
Waldorf Towers (Albert Anis, 1937)
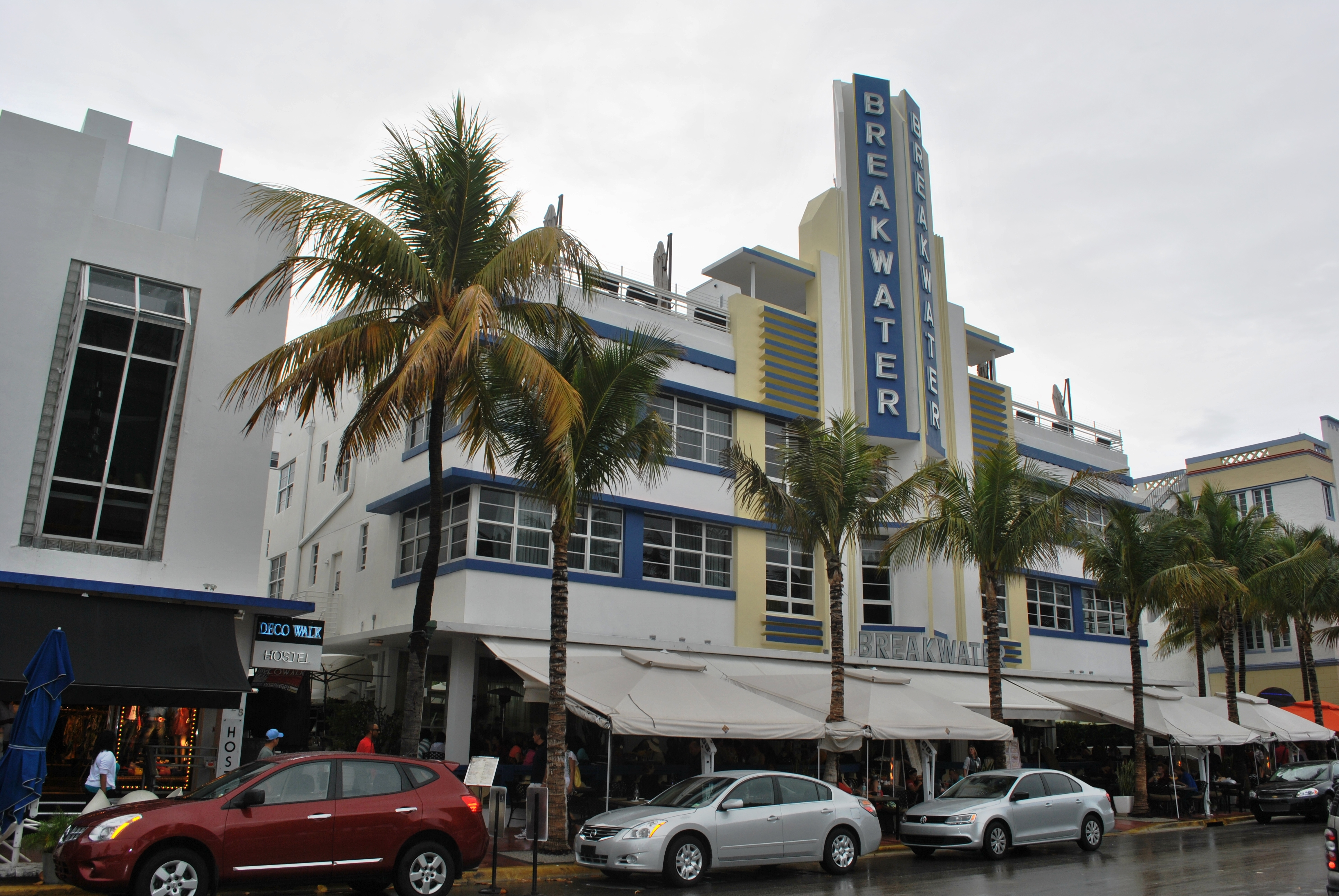
Breakwater (Anton Skislewicz, 1939)
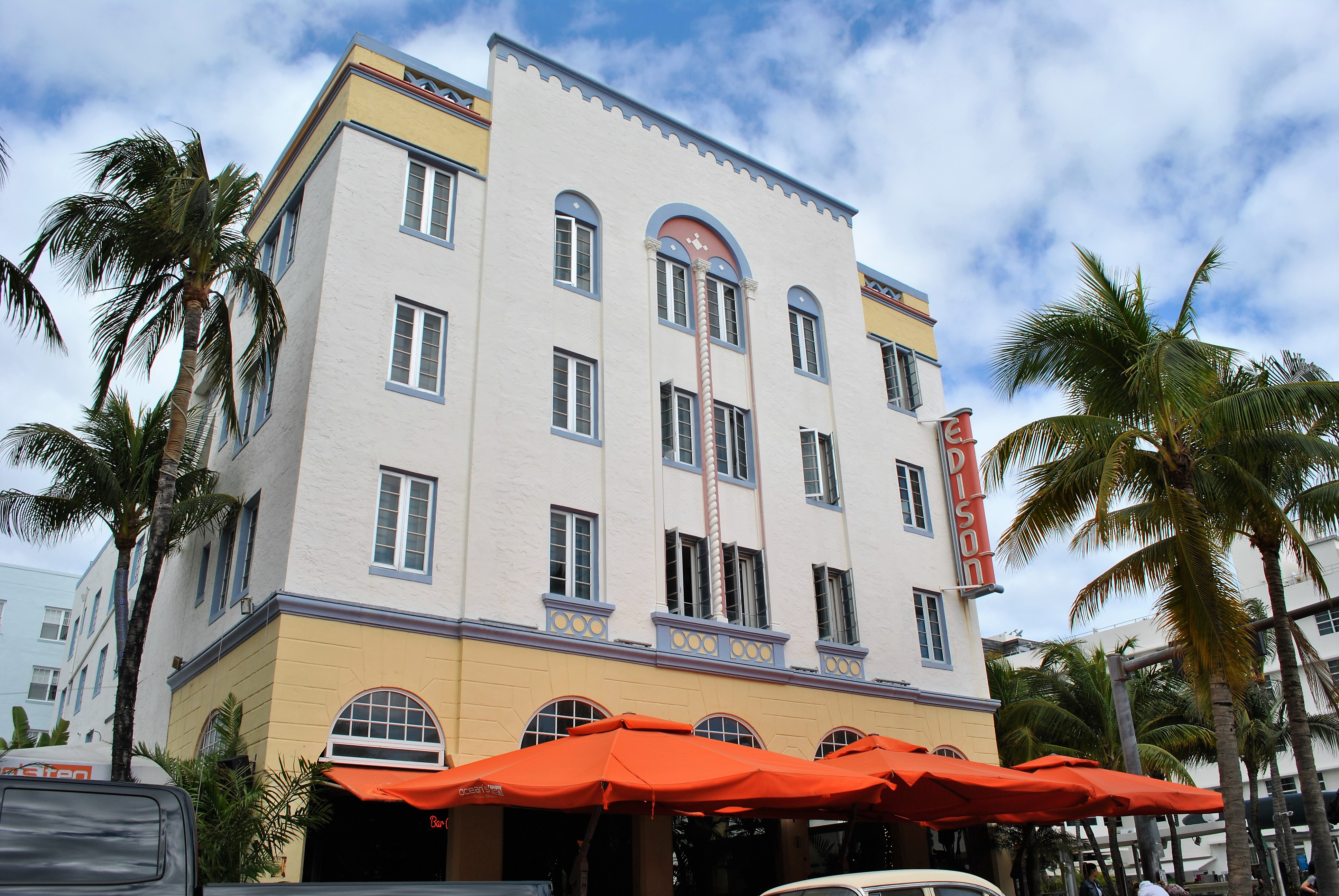
Edison (Henry Hohauser, 1935)
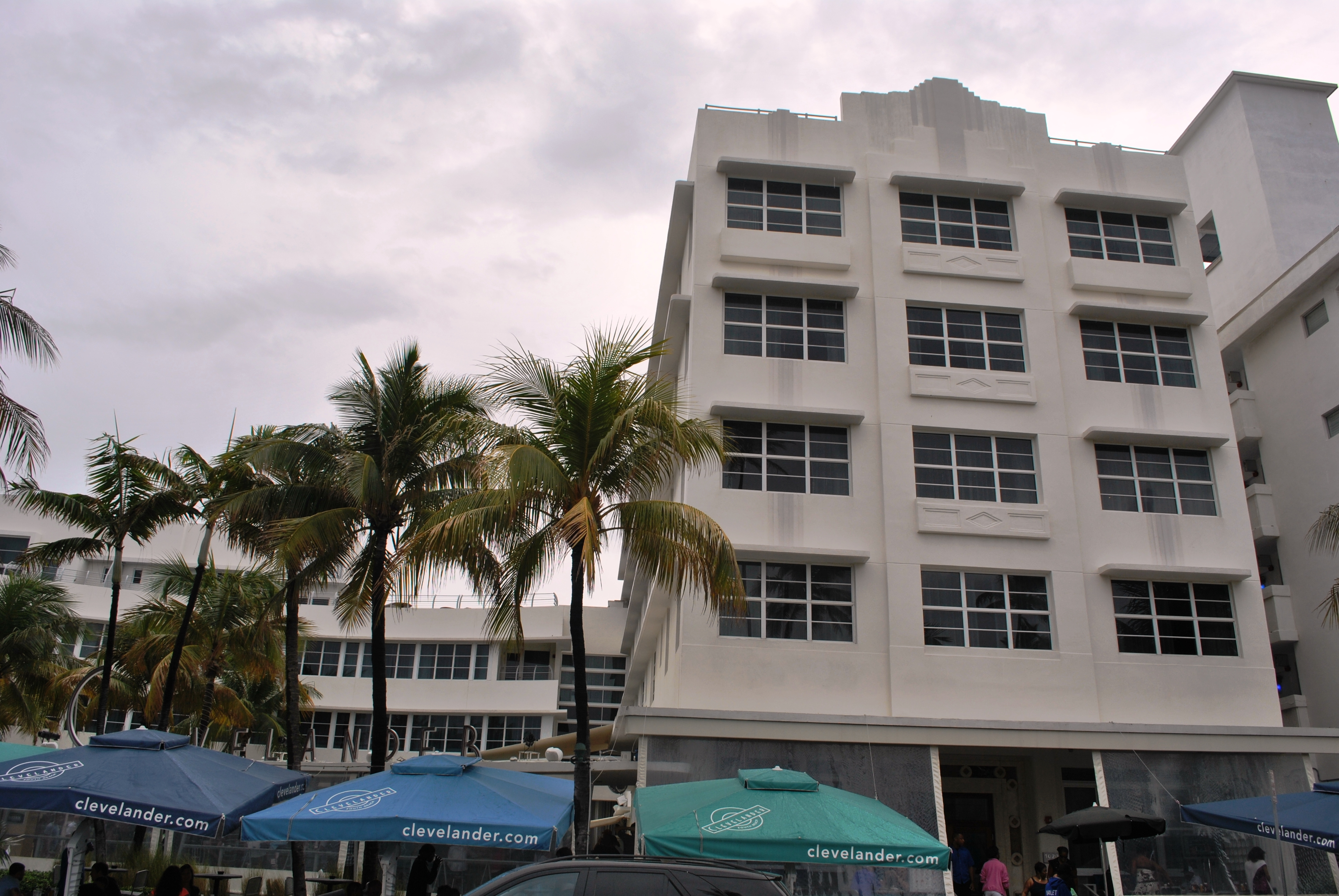
Clevelander (Albert Anis, 1939)
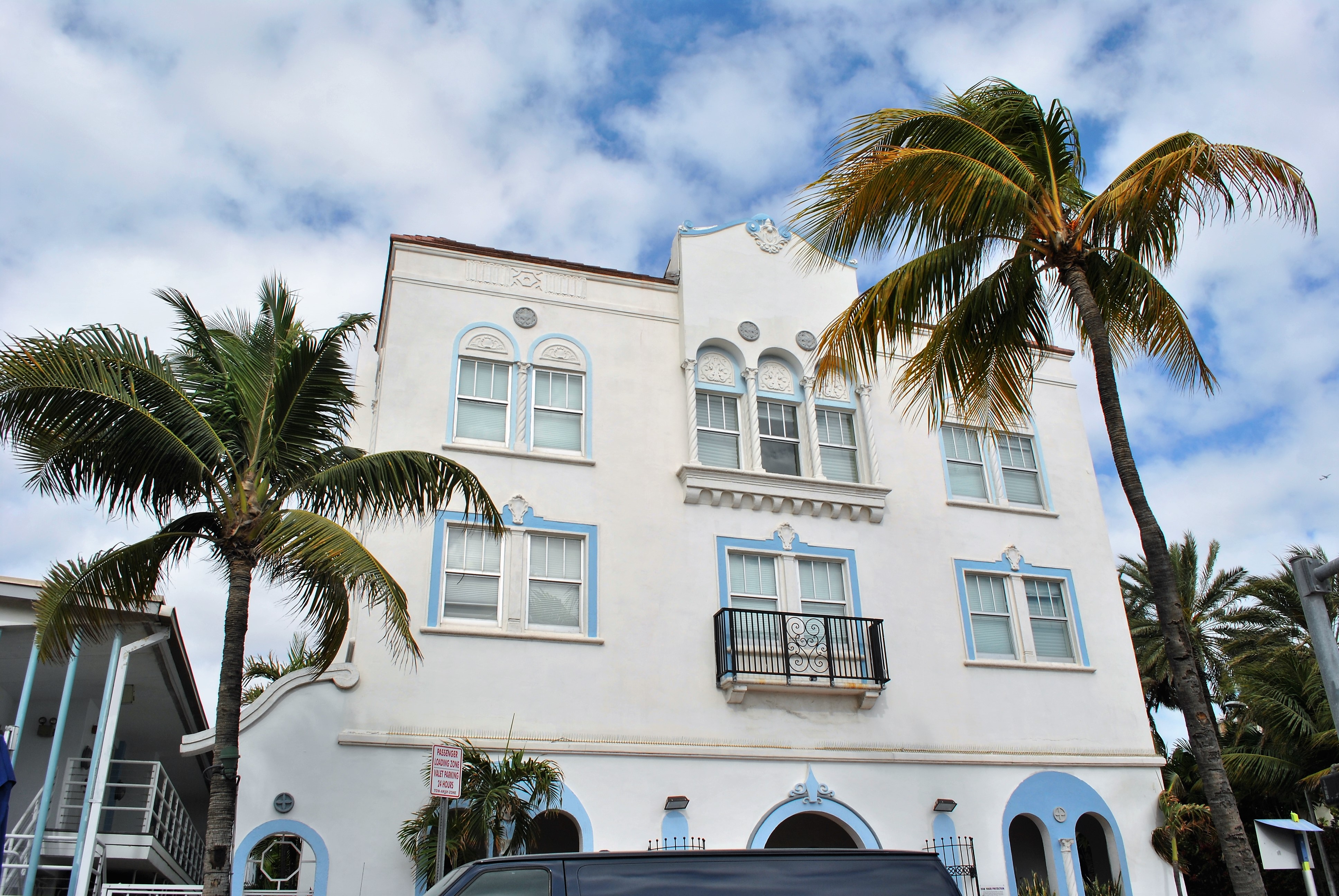
Adrian (1934)
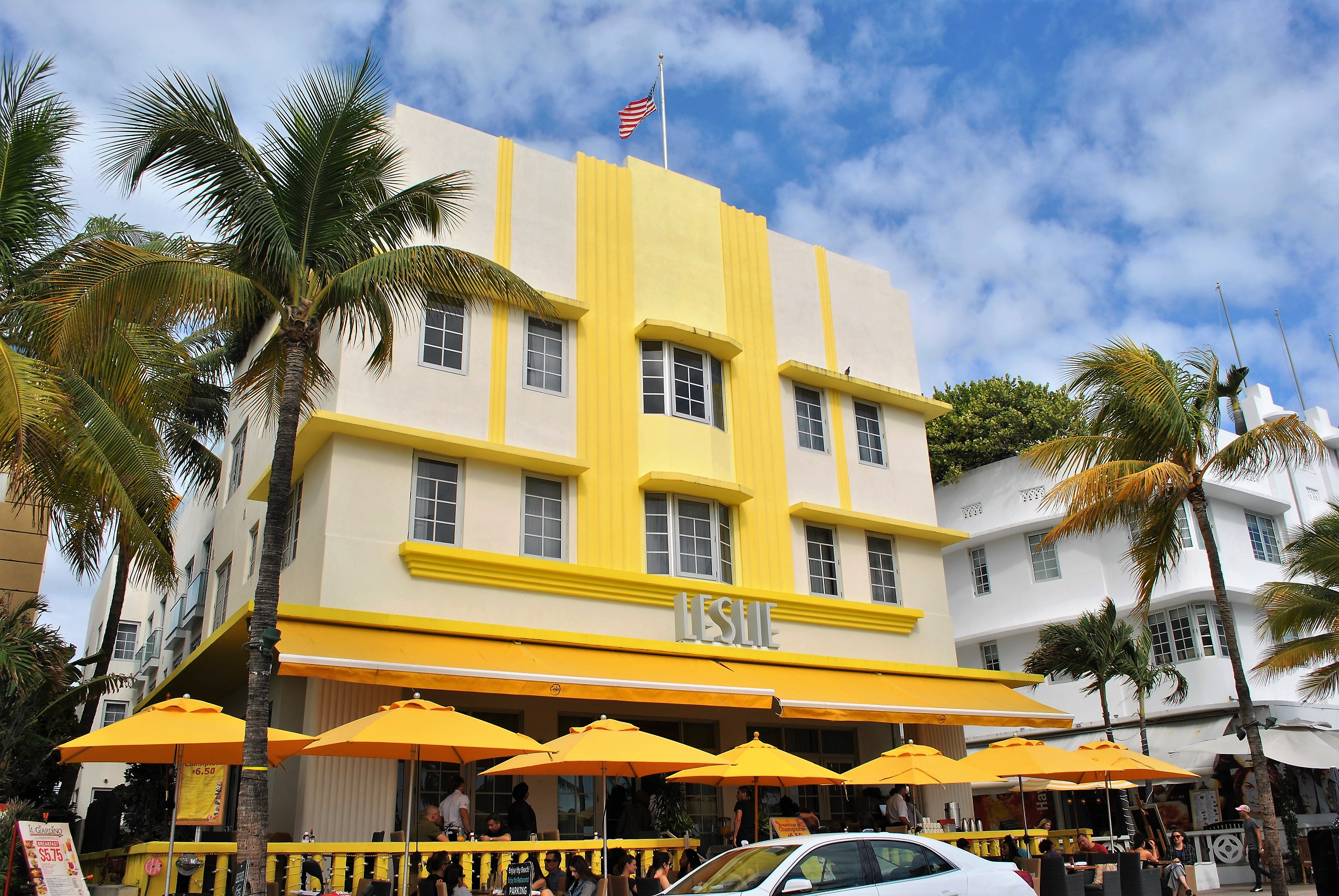
Leslie (Albert Anis, 1937)
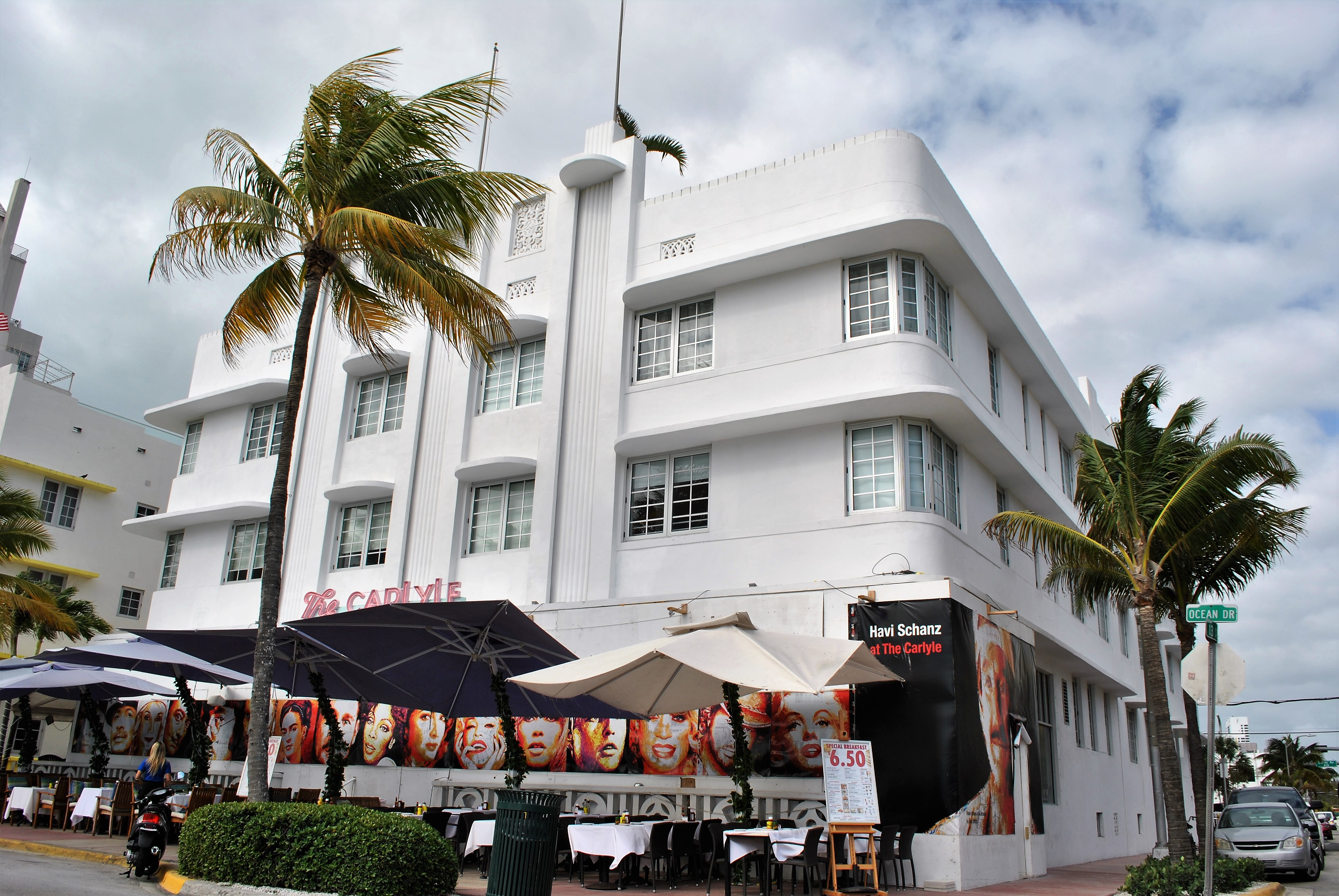
Carlyle (1941)
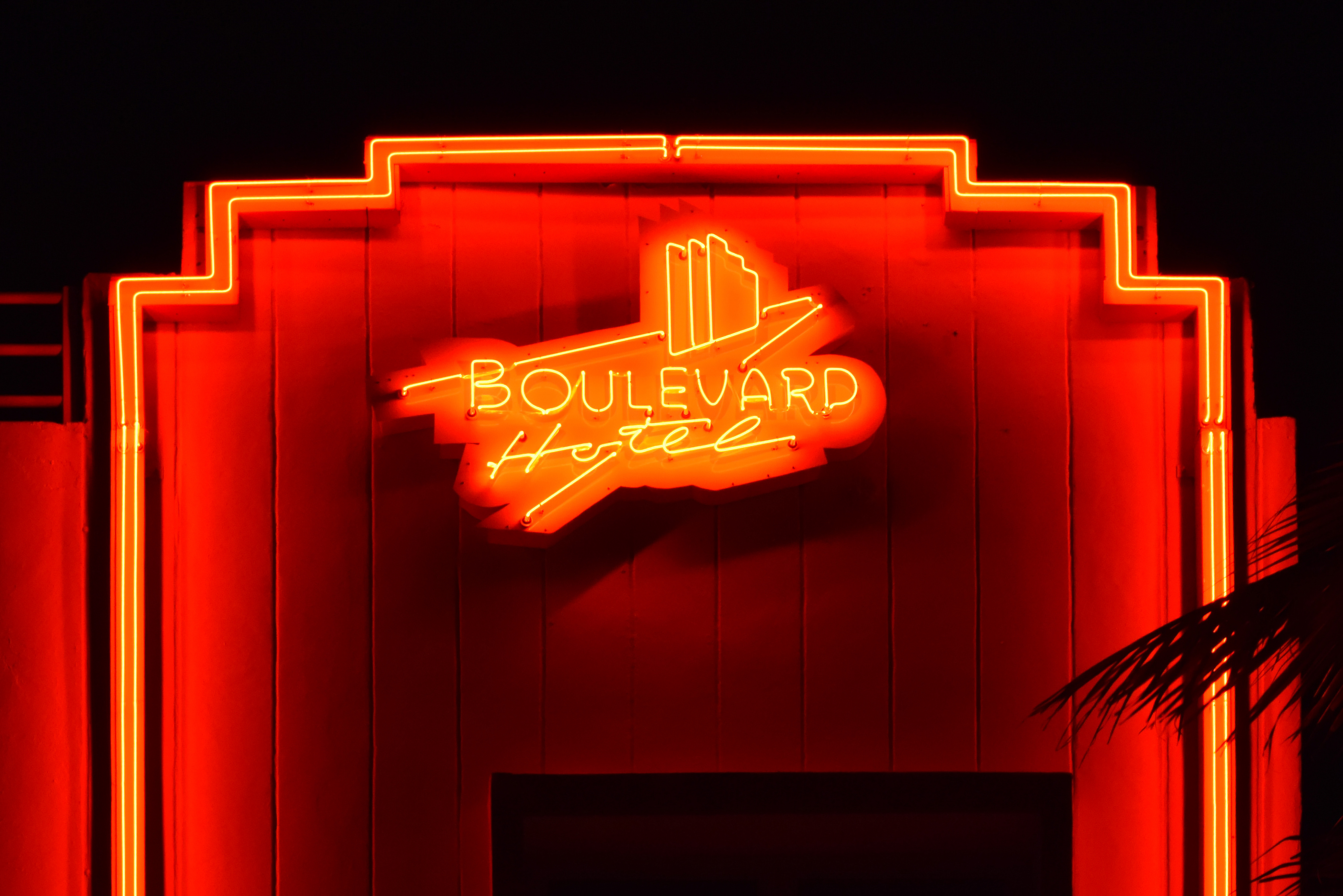
Boulevard Hotel (August Swarz, 1950)
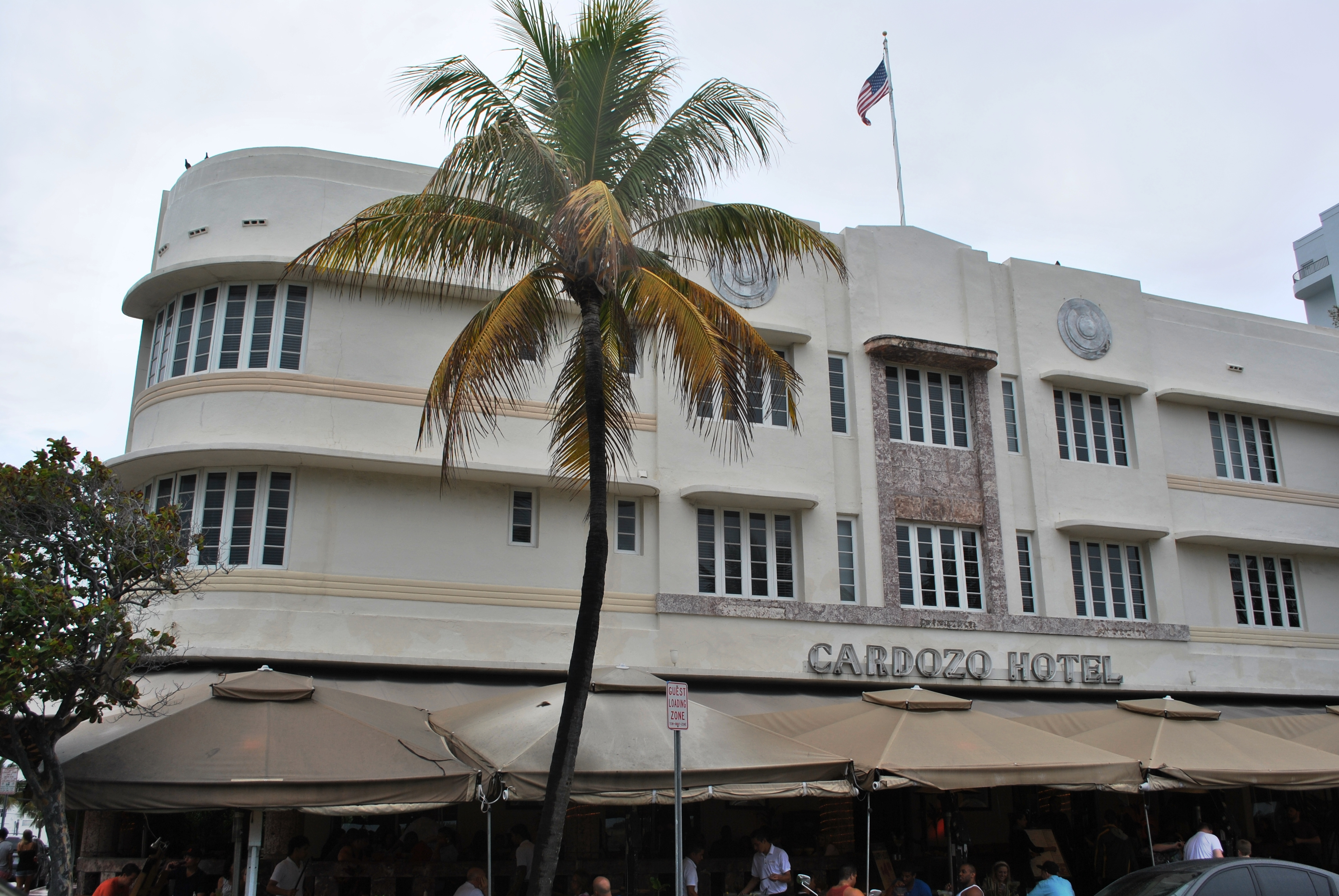
Cardozo (Henry Hohauser, 1939)
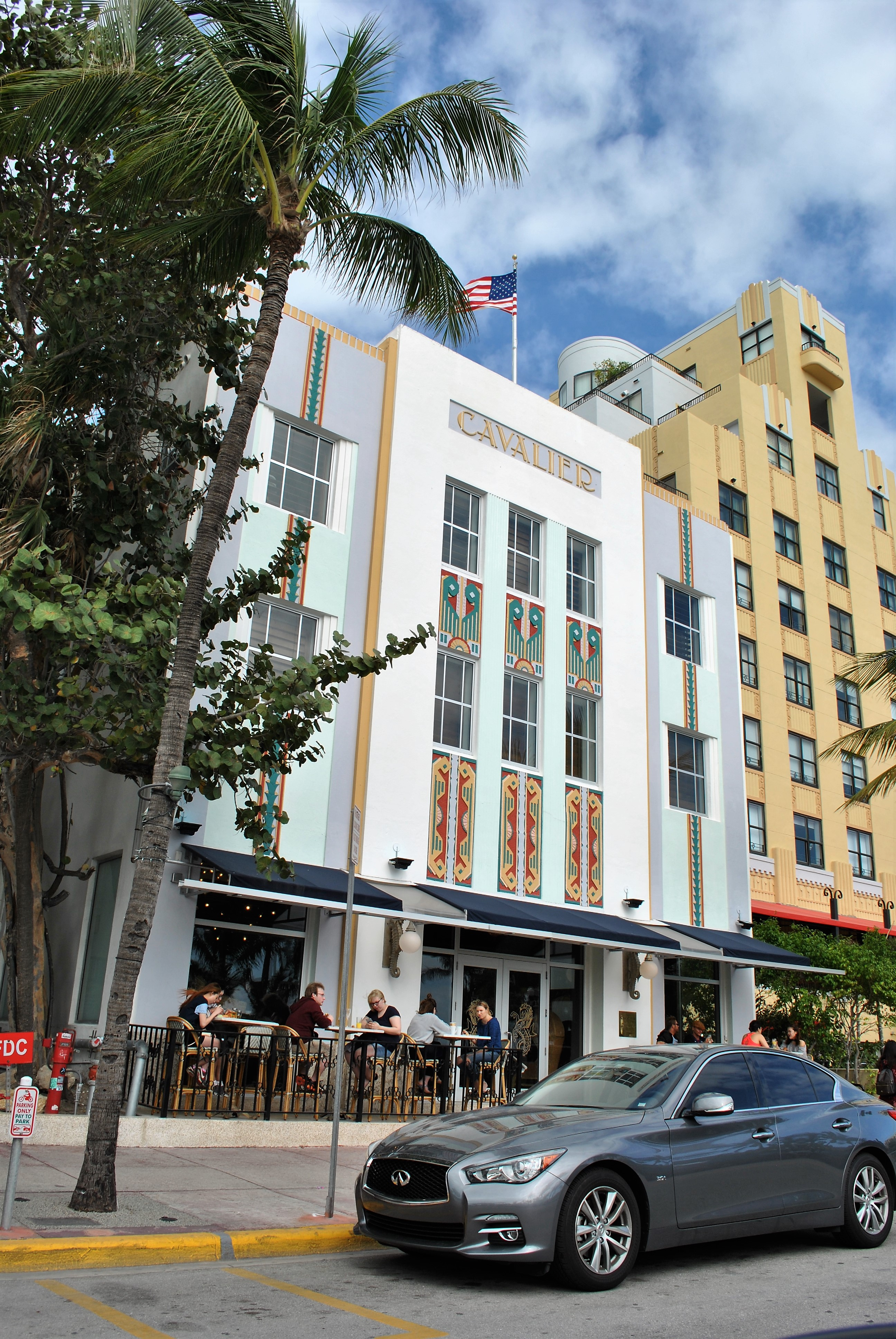
Cavalier (1936)
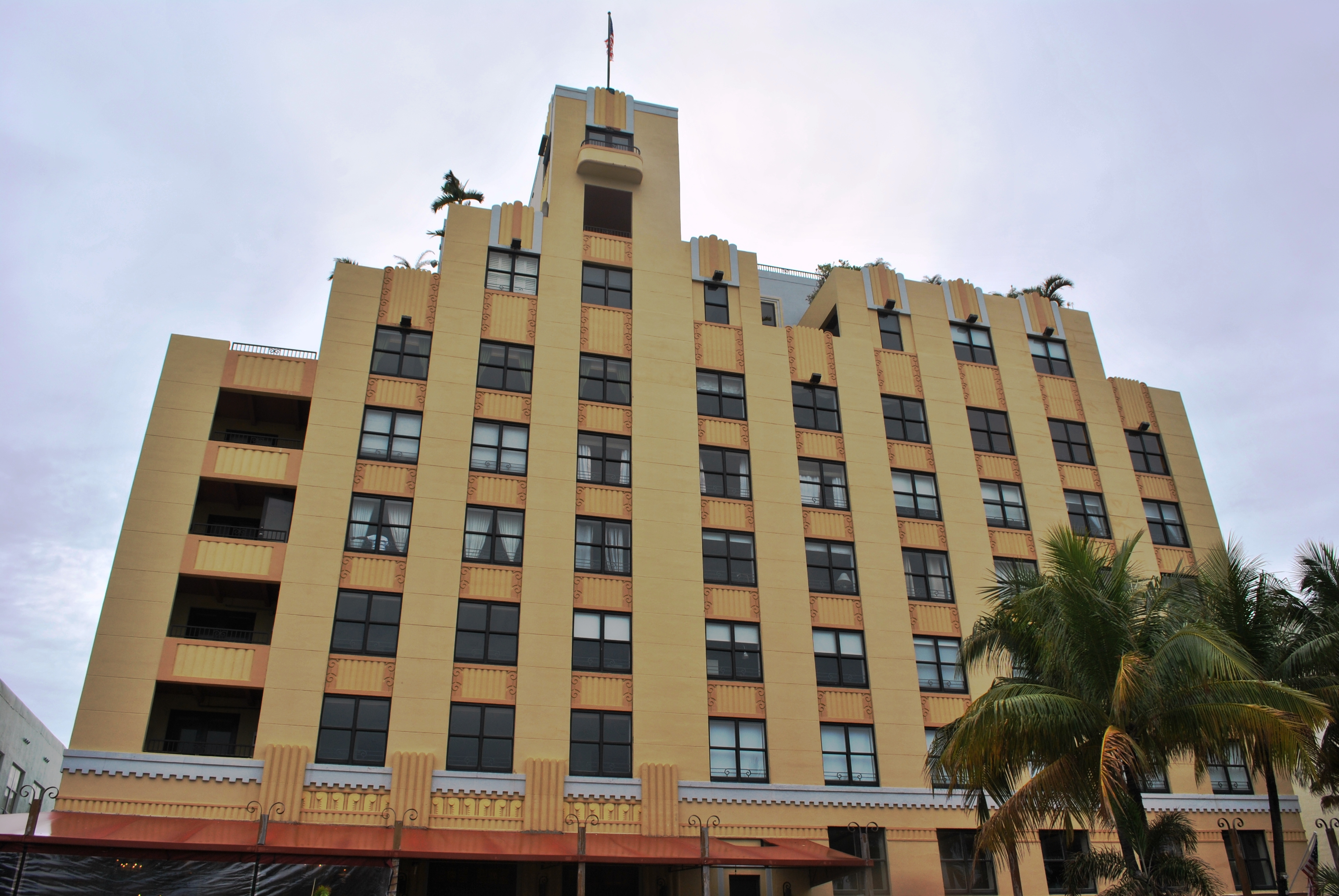
Netherlands Hotel (1935)
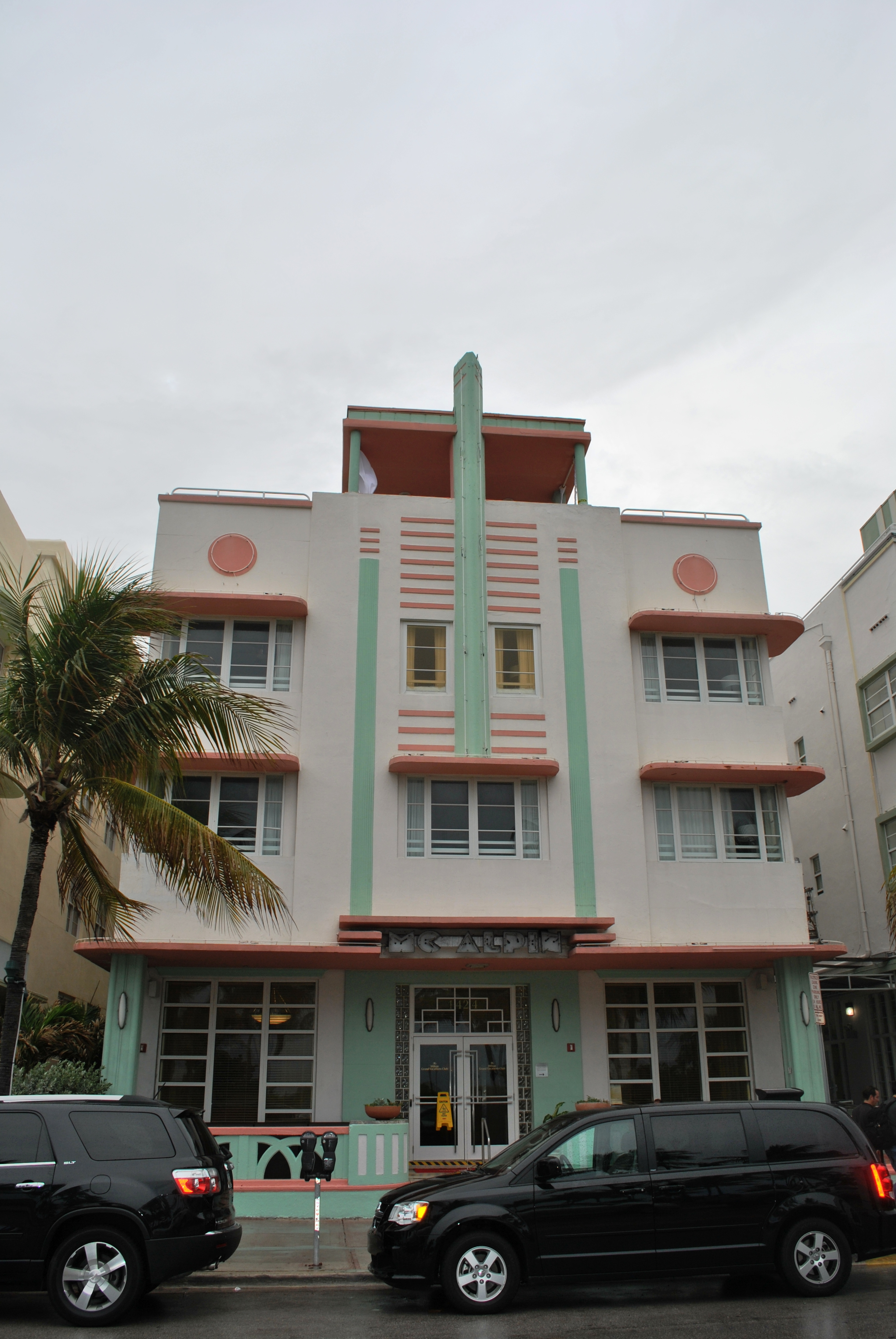
McAlpin Hotel (L. Murray Dixon, 1940)
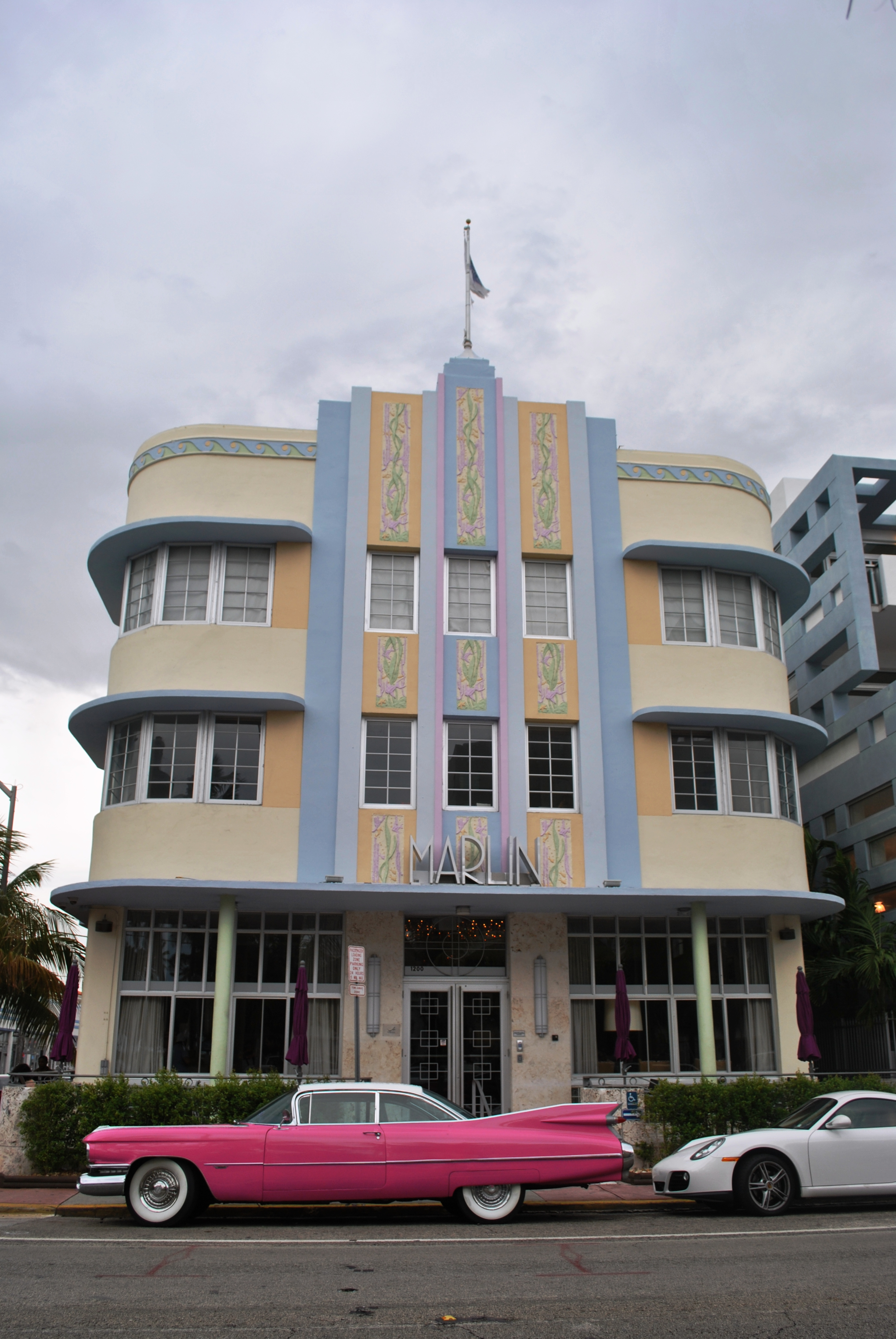
Marlin Hotel